# 징하 고속공로
징하 고속공로(京哈高速公路) 또는 베이징-하얼빈 고속도로는 수도인 베이징시와 헤이룽장성의 하얼빈시를 잇는 중화인민공화국의 고속형 공공도로이다. 중국국가고속공로망의 제G1호 고속공로로 지정되어 있으며, 중국 최초의 고속공로이기도 하다. 1988년에 착공하여 1990년에 개통하였다. 이름은 베이징의 '징(京)'과 하얼빈의 '하(哈)'에서 비롯되었다.

## 구성
제한 속도는 전 구간 90 km/h로 지정되어 있으며, 감시용 카메라는 산후이 대교에만 설치되어 있다. 또한 전 구간이 왕복 4차로로 구성되어 있는 것이 특징이다.

## 주요 경유지
- 베이징시
- 톈진시
- 허베이성
  - 탕산 시 - 친황다오 시
- 랴오닝성
  - 진저우시 - 판진 시 - 선양시
- 지린성
  - 쓰핑 시 - 창춘시
- 헤이룽장성
  - 하얼빈시

## 같이 보기
- 징하 선(철도)
- 징후 고속공로